# かんかんのう

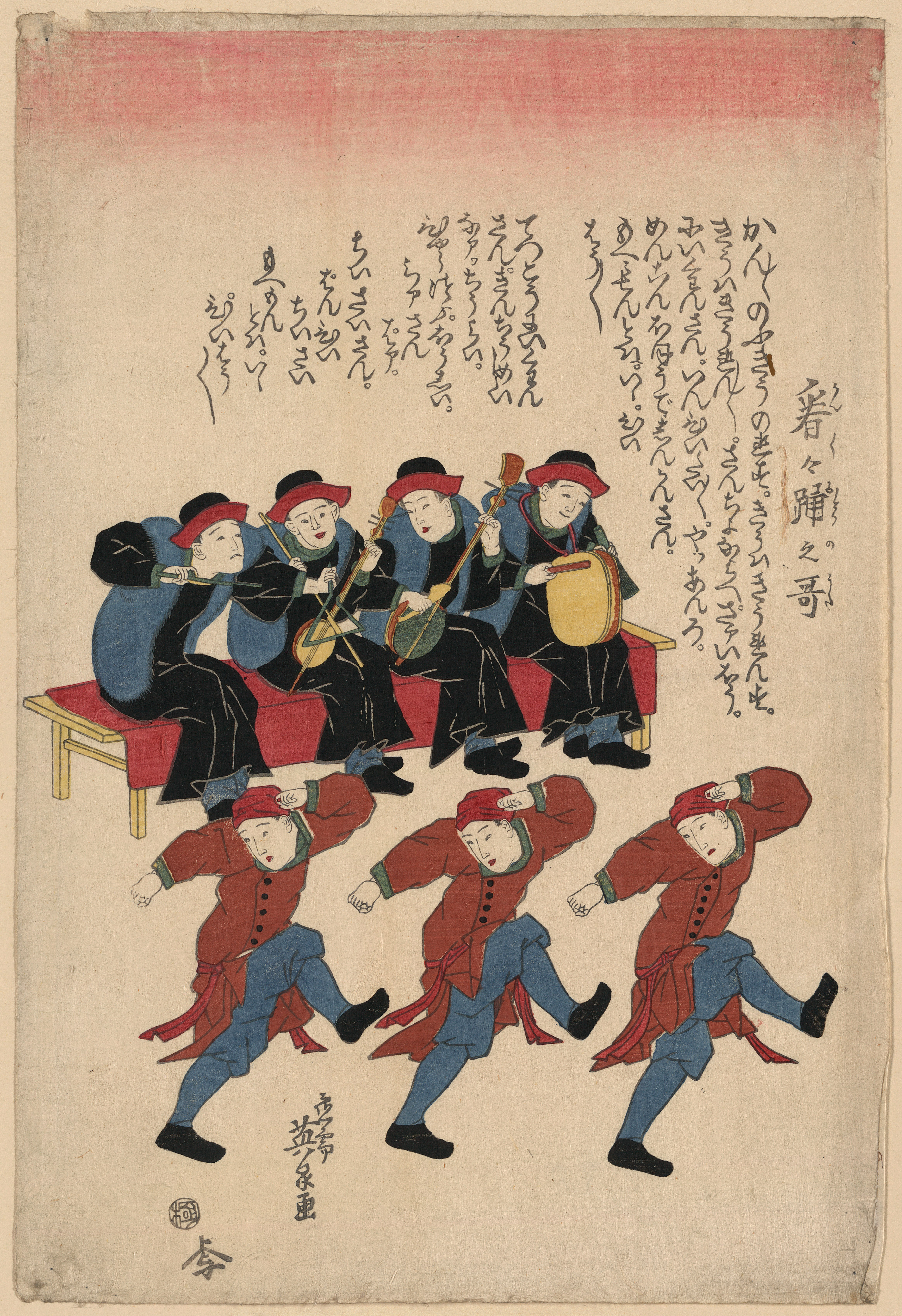
『看々踊之哥』渓斎英泉画

「かんかんのう」（看看兮）は、日本の俗謡。江戸時代から明治時代にかけて民衆によって広く唱われていた。別名「看々踊（かんかんおどり）」。
元歌は清楽の「九連環」だが、歌詞もメロディー（試聴)も元歌とはかなり変わっている。古典落語「らくだ」に重要なモチーフとして登場する。

## 歴史
文政3年（1820年）の春、長崎の人が難波・堀江の荒木座で踊った「唐人踊（とうじんおどり）」に始まる。これは、唐人ふうの扮装をした踊り手が、清楽の「九連環」の替え歌と、鉄鼓、太鼓、胡弓や蛇皮線などの伴奏にあわせて踊る、という興行的な出し物だった。
この踊りは1862年(文久2年)刊行の『雲錦随筆』（大坂の画家・暁鐘成　作）にも、挿絵付で述べられている。
その後、「唐人踊」は名古屋や江戸にも広まって大流行となった。流行の過熱のあまり、文政5年2月には禁令が出るほどであった。その後も庶民のあいだでは、「看々踊」や、その歌である「かんかんのう」が歌い継がれた。
その歌詞は、バージョンによって微妙に異なるが、以下のようなものである。
　かんかんのう　きうれんす
　きゅうはきゅうれんす
　さんしょならえ　さあいほう
　にいかんさんいんぴんたい
　やめあんろ
　めんこんふほうて
　しいかんさん
　もえもんとわえ
　ぴいほう　ぴいほう

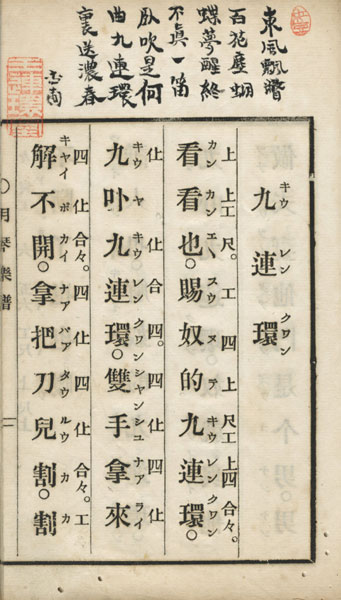
「九連環」の歌詞。明治十年刊『月琴楽譜』より

上記の元歌となった「九連環」の一番の歌詞は、以下のとおりである。
　カン　カン　エエ　スウ　ヌ　テ　キウ　レン　クワン
　キウ　ヤ　キウ　レン　クワン
　シャン　シュ　ナア　ライ　キャイ　ポ　カイ
　ナア　バア　タウ　ルウ　カ
　カ　ポ　ドワン　リャウ　エエ　エエ　ユウ
「かんかんのう」は「カンカンヌウ（看看奴）」すなわち「奴（女性の一人称。わたし）をちょっと見て」、「きうれんす」は「キウレンス（九連子）」すなわち「キウレンクワン（九連環）」（チャイニーズリング）、「きゅうはきゅうれんす」は「キュウヤキュウレンクワン（九呀九連環）」、「さんしょならえ」は「シャンシュナアライ（双手拿来）」すなわち「両手で持って来る」、を日本語風に崩したものである。
江戸から明治にかけて、「かんかんのう」を唱っていた庶民の大半は、この元歌が中国伝来の歌であることは認識していたが、歌詞の意味は把握しておらず、一種のナンセンス・ソングとして、意味不明ながら語呂の響きを楽しんだ。

## 参考論文・図書
- 三田村鳶魚「かんかん踊」,『三田村鳶魚全集20』
- 関鼎「中国旋律の日本化--九連環からかんかん踊りの歌へ」 『音楽芸術 Vol.43, No.3』(音楽之友社 1985/03) pp. p90～93
- 浜一衛「唐人踊について」 『九州大学教養部文学研究会』(1956/01) (通号3)
- 浅井忠夫『唐人唄と看々踊』(東亜研究會 1933)